# Gaediopsis vinnula
Gaediopsis vinnula är en tvåvingeart som först beskrevs av Henry J. Reinhard 1961.  Gaediopsis vinnula ingår i släktet Gaediopsis och familjen parasitflugor.
Artens utbredningsområde är Arizona. Inga underarter finns listade i Catalogue of Life.